# Multikernprocessor
Een multikernprocessor of multicoreprocessor is een chip waarop meerdere processorkernen (Engels: cores) zijn geïntegreerd.
Bij een dubbelkernprocessor of dualcore zitten er op één chip twee processorkernen, die één enkele verbinding met het hoofdgeheugen delen. Een quadcore  bevat vier processors.
Door het groeiende aantal processen dat op een gewone desktopcomputer draait, de vele dingen die mensen met hun computer doen terwijl ze met iets anders bezig zijn, de hoge prijs van echte multiprocessorsystemen en daarnaast de hoge effectiviteit van het werken met meerdere threads, is het tegenwoordig interessant om kernen op één processor te integreren. 

## Voordelen
Het plaatsen van meerdere kernen op een processor heeft als voordeel dat relatief veel snelheid gewonnen kan worden met een geringe investering; een computer met een multikernprocessor is slechts een beetje trager dan een computer met losse processors, terwijl de multikernprocessor geen speciale en vaak dure hardware zoals een moederbord met meerdere voetjes nodig heeft.
Ook wordt gebruikers een gemakkelijke manier geboden om extra snelheid in hun systeem te krijgen, de gebruiker kan eenvoudig zijn of haar oude processor vervangen door een nieuwe met meer kernen en daardoor de snelheid van de computer voor een geringe investering flink doen toenemen.

## Nadelen
Het grote nadeel van multikernprocessors is dat software veelal niet automatisch gebruikmaakt van meerdere kernen; de software moet ofwel uit meerdere processen bestaan, ofwel specifiek van multithreading gebruikmaken. Klassieke applicaties met slechts een enkele thread profiteren individueel nauwelijks van multikernprocessors.
Het productieproces van de processors vereist dat processorkernen tegelijk succesvol gefabriceerd worden. Indien een kern defect is, zijn de andere ook niet meer bruikbaar, tenzij daarmee speciaal rekening wordt gehouden in het productieproces. Zo verkopen fabrikanten wel processoren met drie kernen. Dat zijn in sommige gevallen feitelijk processoren met vier kernen waarvan één kern defect is of niet aan de specificaties voldoet, en die is uitgeschakeld. Vanuit fabricageoogpunt zijn multikernprocessors dan ook niet makkelijk hanteerbaar.
Ook betekent een verdubbeling van het aantal kernen vrijwel een verdubbeling van het energieverbruik van de processor. Dit levert warmteproblemen op en om dit te compenseren dient in veel gevallen de kloksnelheid van de processor verlaagd te worden. Applicaties die slechts één kern (van meer) kunnen gebruiken, zullen daardoor trager werken dan in een enkelkernsysteem waar een hoger geklokte processor in zit. Intel heeft dit probleem min of meer verholpen met de introductie van Turbo Boost bij de Nehalem-architectuur (Core i7). Wanneer er slechts één kern belast wordt, worden de overige kernen uitgeschakeld. De kloksnelheid van de belaste kern vermeerdert aanzienlijk. Als de belasting toeneemt worden alle kernen weer ingeschakeld en de kloksnelheid teruggebracht.